# Réquiem por un campesino español (película)
Réquiem por un campesino español es una película española realizada en 1985 y dirigida por Francesc Betriu.
Se trata de una adaptación cinematográfica de la novela homónima de Ramón J. Sender.
Los actores principales de la película fueron: Antonio Banderas (uno de sus primeros papeles), Antonio Ferrandis, Fernando Fernán Gómez, Terele Pávez, Ana Gracia, Emilio Gutiérrez Caba y Conrado San Martín, entre otros. Cabe destacar también el papel de José Antonio Labordeta como pregonero del pueblo y del Pastor de Andorra como jotero. 

## Reparto
| Actor                  | Personaje          |
| ---------------------- | ------------------ |
| Antonio Ferrandis      | Mosén Millán       |
| Antonio Banderas       | Paco el del Molino |
| Fernando Fernán Gómez  | Don Valeriano      |
| Terele Pávez           | Jerónima           |
| Simón Andreu           | Don Cástulo        |
| Emilio Gutiérrez Caba  | Centurion          |
| Francisco Algora       | Zapatero           |
| María Luisa San José   | Madre de Paco      |
| Antonio Iranzo         | Padre de Paco      |
| Eduardo Calvo          | Don Gumersindo     |
| Conrado San Martín     | Obispo             |
| José Antonio Labordeta | Pregonero          |

La música fue de Antón García Abril.